# اندرو کلارک
اندرو کلارک (انگلیسی: Andrew Clarke; ۲۷ ژوئیهٔ ۱۸۲۴ – ۲۹ مارس ۱۹۰۲) نظامی و سیاست‌مدار اهل پادشاهی متحد بریتانیای کبیر و ایرلند بود.